# Farman F.220
Farman F.220 je bil težki štirimotorni bombnik, ki jih je zasnovalo francosko podjetje Farman. Baziran je bil na Farman F.211. Z načrtovanje so začeli avgusta 1925, prvi prototip je poletel 26. maja 1932. Različica F.222 je bil največji francoski bombnik medvojnega obdobja. Zgradili so tudi potniško verzijo.
Po testiranju prototipa F.220, so predelali rep, prostore za strojnice in spremenili V-motor v zvezdastega in tako je nastal F.221, ki je prvič poletel maja 1933. Glavni uporabnik so bile Francoske letalske sile Armee de l'Air. Enega so prodali Air France kot Le Centaur in je služil kot poštno letalo. Potem so za Air France zgradili še štiri letala.
F.222 je vstopil v uporabo spomladi leta 1937 in je za razliko od svojega predhodnika imel uvlačljivo pristajalno podvozje. Med 2. Svetovno vojno so ga uporabljali za odmetavanje letakov in nočno bombardiranje.
Francoski pilot James Denis je z F.222 in 20 prijatelji odletel v Veliko Britanijo, kjer se je pridružil "svobodnim francoskim letalskim silam" in pozneje postal as s 9 sestreljenimi letali.

## Tehnične specifikacije (F.222)
Podatki iz 
Splošne karakteristike
- Posadka: 5-6
- Dolžina: 21,5m (70 ft 4 in)
- Razpon kril: 36,2m (118 ft 1 in)
- Višina: 5,2m (17 ft)
- Površina kril: 188 m2 (2023,6 ft2)
- Teža praznega letala: 10488 kg (23122 lb)
- Naložena teža: 18700 kg (41226 lb)
- Pogon letala: 4 ×  Zvezdasti motorji Gnome-Rhône 14N-11, 708 kW (950 KM)  vsak

 Zmogljivost 
- Maks. hitrost: 320 km/h (199 mph) na 3960 m (13,000 ft)
- Potovalna hitrost: 280 km/h (174 mph) na višini 3960 m (13000 ft)
- Doseg: 1995 km (1245 miles)
- Višina leta: 8460 m (26245 ft)
- Hitrost vzpenjanja: 473 m/min (1552 ft/min)

Oborožitev

- Strelno orožje: 3x 7,5mm MAC 1934
- Bombe: 5190 kg (9240 lb) (F.222/2)